# Donald Norman
Donald Artur Norman (engl. Donald Arthur Norman) rođen je 25. decembra, 1935. godine, u Sjedinjenim Američkim Državama. Donald je akademik u oblasti kognitivne nauke, dizajna i korisničkog inžinjerstva. On je takođe jedan od osnivača i savetodavac Nilsen Norman Grupe. Donald je autor dve knjige "The Design of Everyday Things" i "Living with Complexity".
Najveći deo Normanovog rada uključuje zalaganje za korisnički dizajn. Njegove knjige imaju glavnu svrhu o daljem sprovođenju dizajna, od vrata do računara. Norman je nedavno zauzeo kontraverzan stav govoreći da organizacija za istraživanje dizajna nije imala neki uticaj u inovaciji proizvoda i da tamo gde akademici utiču na preradu postojećih proizvoda, ipak su tehnolozi ti koji utiču na proboj proizvoda.
Norman je takođe povremeni profesor i predaje na Korejanskom Naprednom Univerzitetu za nauku i tehniku, gde predaje 2 meseca godišnje. Za njega se takođe smatra da je profesor za kognitivnu nauku na Univerzitetu u Kaliforniji, u San Dijegu.

## Karijera
Norman se edukovao u oblastima elektrotehničkog inžinjerstva i psihologije. Smatra se za člana Harvardu, Univerzitetu u Kaliforniji, Northwestern-u i KAIST, u Južnoj Koreji. On je radio i u industriji kao zamenik predsednika u Apple-u. Danas Normanovo zanimanje je zalaganje za tehnološke kompanije u struktuiranju produkcijskih linija i biznisu. Njegov veliki značaj je strategija dizajna: kako dizajneri i dizajnersko razmišljanje može da pomogne u upravljanju i u inkrementalnom i u radikalnom smislu kompanije.
Norman se do sada 2 puta penzionisao, jednom sa Univerziteta u Kaliforniji, u San Dijegu (gde je bio osnivač i glavni u oblasti kognitivne nauke), a jednom sa Northwestern Univerziteta, gde je radio kao profesor računarske nauke i dizajna, jedan od ljudi koji su osnovali MMM dvostepeni program između škole za inžinjerstvo i Kelog škole za menadžment, program koji je omogućavao studentima da dobiju i master odlikovanje u oblasti menadžmenta i odlikovanje elektrotehničkog inžinjerstva, sa fokusom na dizajnerkim operacijama.

## Spoljašnje veze
- O Donu Normanu
- Normanov sajt
- Artikli o Donu Normanu